# 蒙巴宗
蒙巴宗（法語：Montbazon，法語發音：[mɔ̃bazɔ̃] ⓘ）是法国安德尔-卢瓦尔省的一个市镇，位于该省中部，属于图尔区。

## 地理
蒙巴宗（47°17'14"N, 0°42'49"E）面积6.5 平方千米，位于法国中央-卢瓦尔河谷大区安德尔-卢瓦尔省，该省份为法国中西部省份，北起萨尔特省、东北接卢瓦-谢尔省，东南接安德尔省，南至维埃纳省，西临曼恩-卢瓦尔省。
与蒙巴宗接壤的市镇（或旧市镇、城区）包括：蒙镇、索里尼、韦涅。

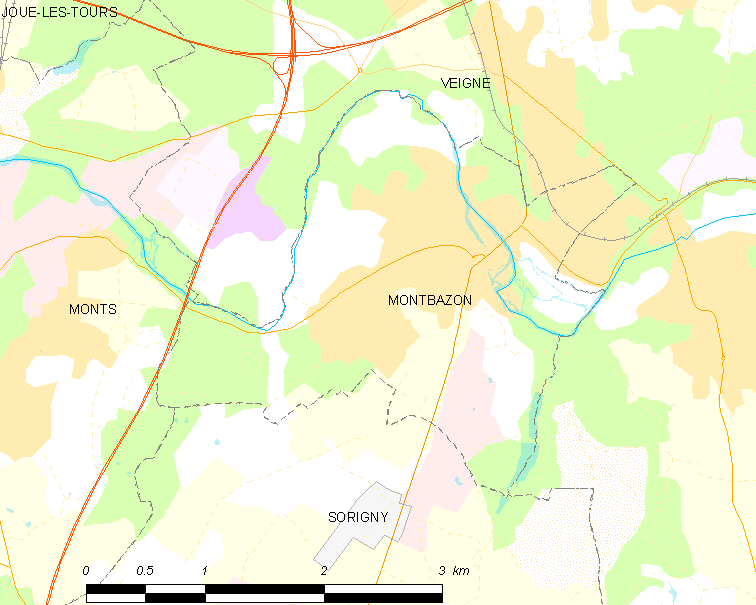
蒙巴宗的OSM定位图

蒙巴宗的时区为UTC+01:00、UTC+02:00（夏令时）。

## 行政
蒙巴宗的邮政编码为37250，INSEE市镇编码为37154。

## 政治
蒙巴宗所属的省级选区为蒙镇县。

## 人口

1962-2008年间蒙巴宗人口变化图示

蒙巴宗于2022年1月1日时的人口数量为4839人。